# بازآرایی اورمن
بازآرایی اورمن (به انگلیسی: Overman rearrangement) گونه‌ای از واکنش‌های بازآرایی و به طور ویژه گونه‌ای نوآرایی کلایسن است که در آن یک آلیلیک الکل به یک آلیلیک تری‌کلرواستامید تبدیل می‌شود. در این فرایند یک ایمیدات نیز به عنوان ماده واسط به وجود می‌آید.واکنش اورمن نخستین بار در سال ۱۹۷۴ توسط شیمی‌دان آمریکایی لری اورمن توصیف شد.